# Torres Miramar
Las Torres Miramar  se encuentra en la Calle 39 de la Avenida Balboa y Calle Federico Boyd, en la ciudad de Panamá. El hotel y complejo residencial de las torres fueron los edificios más altos en Panamá, con 55 pisos y 168 metros.
En el 2008 ocupa la Posición n.º 12 de edificios más altos de la ciudad pero que no será por mucho tiempo ya que proyecto de mayor escala lo superarán. Junto a ellas se construyó el Hotel Miramar Intercontinental y un puerto deportivo en la base de las torres.

## Datos
Estas torres han generado una gran controversia a nivel local, ya que su construcción realizó la ampliación de la avenida Balboa imposible, ya que está ubicada frente a la avenida Balboa en el lado del malecón, pero el problema fue solucionado con la propuesta de la cinta costera frente al malecón de la ciudad,  Otros grupos ecologistas protestaron también por la construcción, ya que se dice que bloqueó la vista hacia el mar desde el parque  Urracá y la avenida Federico Boyd, vista que no era interrumpida anteriormente.

## Datos clave
- Altura: 168 m
- Espacio total - --- m².
- Condición: Construido.
- Rango: 	
  - En Panamá: 1996: 1.º lugar
  - En Panamá: 2007: 9.º lugar
  - En Latinoamérica : 2007: 21.º lugar

| Predecesor: Torre del Banco Exterior | Edificio más alto de Panamá 1996 - 1997 | Sucesor: Torre Mirage |